# Sea View Farm
Sea View Farm – miasto w Antigui i Barbudzie, na wyspie Antigua (Saint George). Liczy 2104 mieszkańców (2013).